# Quercus bella
Quercus bella là một loài thực vật có hoa trong họ Cử. Loài này được Chun & Tsiang miêu tả khoa học đầu tiên năm 1947.

## Hình ảnh